# لوري بيكر (لاعبة هوكي الجليد)
لوري بيكر (بالإنجليزية: Laurie Baker)‏ هي لاعبة هوكي الجليد أمريكية، ولدت في 6 نوفمبر 1976 في كونكورد في الولايات المتحدة.

## وصلات خارجية
- لوري بيكر على موقع EliteProspects.com (الإنجليزية)
- لوري بيكر على موقع أوليمبيديا (الإنجليزية)